# Hans Düwel
Hans Arthur Wilhelm Martin Düwel (* 1. März 1891 in Rostock; † 16. November 1973 ebenda) war ein deutscher Germanist, Pädagoge und Hochschullehrer.

## Leben
Hans Düwel war ein Sohn des Milchhändlers Johann Düwel (1856–1937) und dessen Frau Sophia (1854–1942), geborene Harms. 1909 legte er das Abitur am Realgymnasium Rostock ab und studierte anschließend an den Universitäten Rostock und München die Fächer Germanistik, Philosophie und Romanistik. Mit Beginn des Ersten Weltkriegs 1914 wurde Hans Düwel zum Kriegsdienst in einem Füsilierregiment eingezogen. Sein letzter Dienstgrad war Leutnant. 1919 setzte er das Studium an der Universität Rostock fort, wo er im selben Jahr mit der Dissertation Der Entwicklungsgedanke in Sören Kierkegaards ‚Entweder – Oder’ und in Hendrik Ibsens ‚Komödie der Liebe’ zum Doktor der Philosophie promovierte. 1921 legte er die Staatsprüfung für das Lehramt an höheren Schulen ab, 1922 folgten die Pädagogische Staatsprüfung und die staatliche Prüfung für Turn- und Sportlehrer. Seine erste berufliche Tätigkeit führte ihn bis 1930 als Studienassessor und Studienrat an der Staatlichen Aufbauschule in Neukloster.
Ab 1930 war Hans Düwel Studienrat an der Oberrealschule Rostock. 1939 wurde er zum Kriegsdienst einberufen und diente in einem Flak-Regiment an der Westfront. 1945 geriet er als Major in französische Kriegsgefangenschaft. Nach der Entlassung 1946 war Hans Düwel bis 1952 als Fachlehrer für Deutsch und Sport an der Goetheschule Rostock tätig. Von 1946 bis 1948 war er zudem Dozent an der Volkshochschule und der Volksbibliothekarschule. Von 1952 bis 1955 war er als wissenschaftlicher Oberassistent an der Rostocker Universität maßgeblich am Aufbau des Germanistischen Instituts beteiligt. 1954 habilitierte er mit der Arbeit Die Bedeutung der Ironie und Parodie in der Struktur von Thomas Manns Roman ‚Der Auserwählte‘. Bis 1958 war er Dozent, danach Professor mit dem Lehrauftrag für Deutsche Sprache und Literatur, bevor er 1960 emeritiert wurde. Zusätzlich zu seiner Tätigkeit als Hochschullehrer war Hans Düwel als Stadtverordneter für die kulturelle und gesellschaftliche Entwicklung Rostocks tätig.

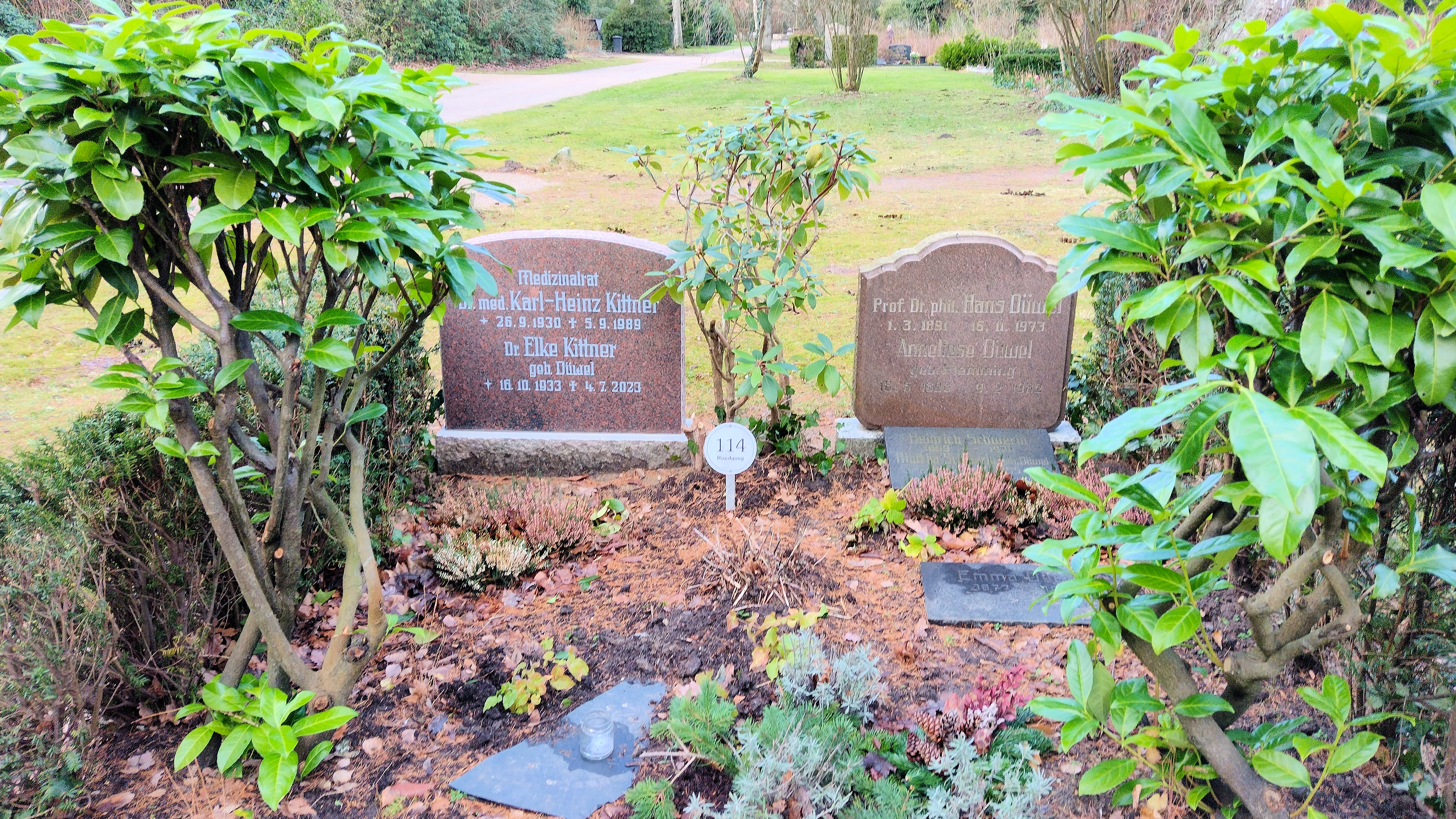
Grab Hans Düwels auf dem Neuen Friedhof Rostock

Sein Grab befindet sich auf dem Neuen Friedhof in Rostock.